# Чили на летних Олимпийских играх 1960
Команда Чили принимала участие в Летних Олимпийских играх 1960 года в Риме (Италия) в десятый раз за свою историю, но не завоевала ни одной медали.
Сборная состояла из 9 спортсменов (8 мужчин и 1 женщина), выступавших в 3 видах спорта:
- лёгкая атлетика: Марлен Аренс, Юрис Лайпениекс, Хуан Силва;
- бокс: Хуан Диас в полулёгком весе[1], Альфредо Корнехо в полусреднем весе[2], Карлос Лукас Манрикес в среднем весе[3];
- стрельба: Жилберто Наварро Фернандес и Хуан Энрике Лира Вергара.

На церемонии открытия Игр флаг Чили несла единственная женщина команды — легкоатлетка Марлен Аренс Остертаг.
Самым юным в команде был 20-летний легкоатлет-десятиборец Юрис Лайпениекс, самым старшим — 32-летний стрелок Хуан Энрике Лира Вергара.